# Naturschutzgebiet Romberg (Unterfranken)
Das Naturschutzgebiet Romberg liegt auf dem Gebiet des unterfränkischen Landkreises Main-Spessart südlich von Sendelbach, einem Stadtteil von Lohr am Main.
Westlich des Gebietes fließt der Main, nordöstlich verläuft die St 2437. Im Gebiet erhebt sich der 230 Meter hohe Romberg, der als Umlaufberg entstanden ist. Auf seinen Sandtrockenrasen gibt es u. a. ein reiches Vorkommen des Stierkäfers. In temporären Wassertümpeln im Maintal am Fuß des Rombergs leben Frühlingsfeenkrebse.

## Bedeutung
Das 55,74 ha große Gebiet mit der Nr. NSG-00536.01 wurde im Jahr 1997 unter Naturschutz gestellt.